# Museo Casa de Cervantes
El Museo Casa de Cervantes de Valladolid, comunidad autónoma de Castilla y León (España), es la auténtica vivienda que habitó Miguel de Cervantes Saavedra en el año 1605 (aunque la familia Cervantes vivía en un solo cuarto de una sola casa, y tres fueron unidas para formar el museo). Está situada en la calle del Rastro y por esta calle tiene su entrada, aunque los jardines que se extienden por delante terminan en una verja que da a la calle de Miguel Íscar, a la que se accede por el Pasaje de Dulcinea. Forma parte de un conjunto de cinco casas levantadas por Juan de las Navas, apoderado del Ayuntamiento, a principios del siglo XVII. Está construida en ladrillo y su fachada presenta balcones y ventanas recercados en yeso. En el jardín fueron instalados los restos de la antigua fachada del Hospital de la Resurrección, que en tiempos de Cervantes se hallaba próximo a su casa y que es el escenario de una de sus Novelas ejemplares, El coloquio de los perros. En 2005, con motivo del IV Centenario de la primera edición de Don Quijote de la Mancha, se llevaron a cabo una serie de reformas y limpieza del inmueble y de su jardín.
Parte del inmueble, pues la estructura del edificio se confunde, es sede de la Real Academia de Bellas Artes.
Es un museo nacional de España adscrito al Ministerio de Cultura y es de gestión exclusiva de la Dirección General de Bellas Artes y Patrimonio Cultural.

## Historia
En el año 1600 la corte de Felipe III se trasladó a Valladolid, hasta 1606 en que regresó de nuevo a Madrid. Durante esos seis años Valladolid experimentó una serie de mejoras y ganó también mucho en el aspecto cultural y financiero, pero faltó alojamiento. En el año 1602, en lo que se llamaba Acera del Rastro se empezó la construcción de cinco pares de casas, una de las cuales, o mejor dicho parte de ella, fue la que habitó Cervantes en 1605. El promotor de las casas fue Juan de las Navas, apoderado del Ayuntamiento y también administrador de las vecinas carnicerías y del servicio de velería. Las casas quedaron ubicadas frente al puente de madera sobre un ramal del río Esgueva (afluente del río Pisuerga, que en aquellos tiempos pasaba por delante de la Acera del Rastro, en lo que hoy es la calle de Miguel Íscar).

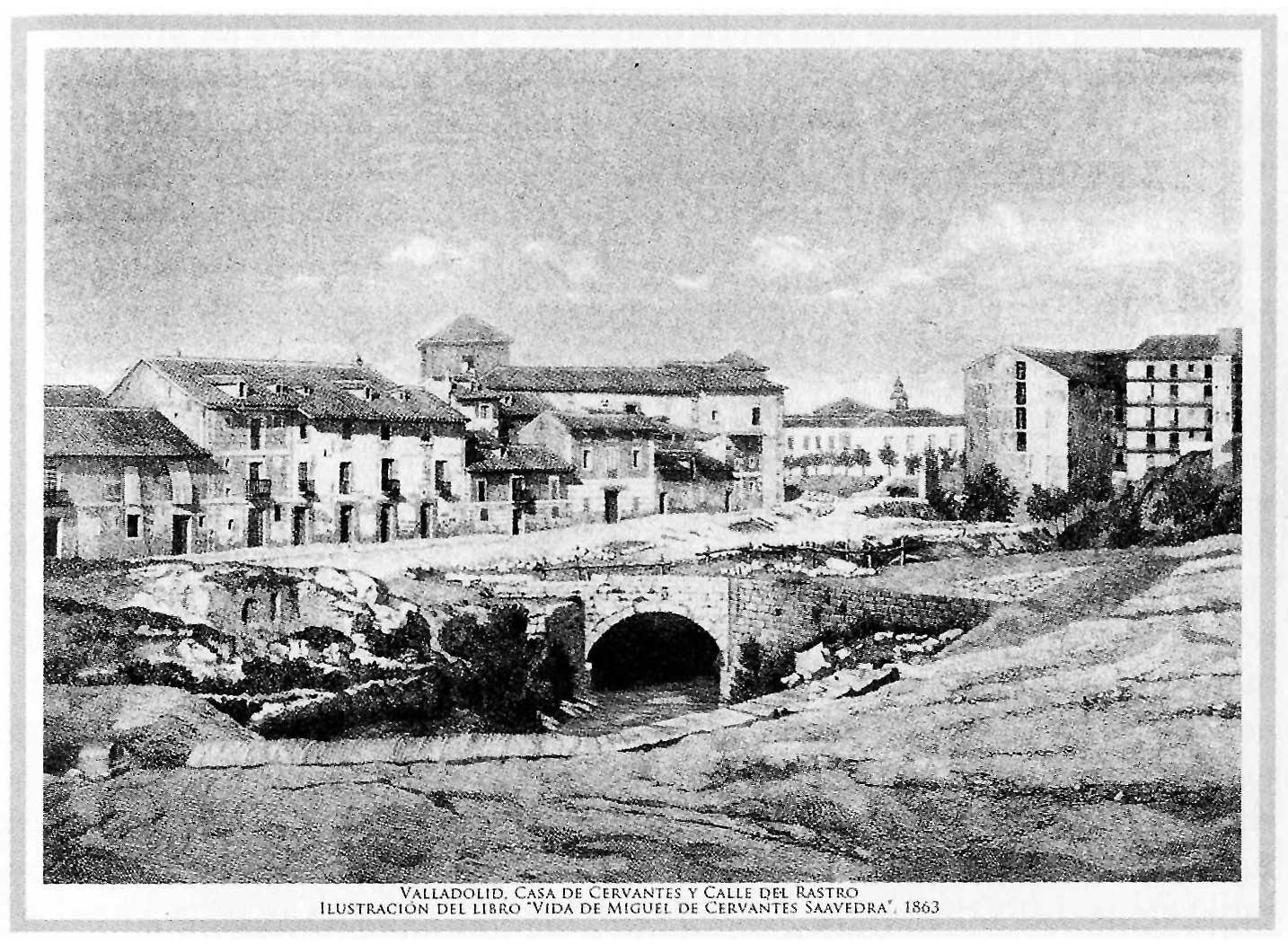
Foto antigua donde pueden verse las casas construidas hacia 1604 en la calle del Rastro; en una de ellas vivió Cervantes y su familia

En la orilla derecha del Esgueva, en el tramo antes indicado, se encontraba el matadero público o macelo, vulgarmente conocido como las carnicerías. También se encontraba allí el rastro, que era el lugar donde se vendía la carne de consumo público al por mayor.
En la orilla izquierda (en donde hoy está la primera casa de la calle de Gamazo más parte de la calle de Muro) estaba la atarazana, depósito o corral de ganado, al mismo tiempo matadero de cerdos. En esta misma orilla izquierda, pero en el tramo que quedaba frente al matadero mencionado se encontraban algunas casas que eran las viviendas de los cortadores (o carniceros) que formaban una acera que se empezó a llamar Acera del Rastro. Un poco más lejos, aguas abajo, donde hoy está el edificio conocido como la Casa Mantilla estaba el Hospital de la Resurrección y muy cerca del edificio había una fuente que traía agua del viaje de Argales. Cervantes conocía muy bien esta fuente (inaugurada en su época) y la menciona en su novela La ilustre fregona.

### El incidente
Siendo Cervantes vecino de Valladolid y habitando una de las casas mandadas construir por Juan de las Navas, ocurrió un incidente en el que tuvo que intervenir la justicia y la policía y en el que se vieron implicados Cervantes y su familia. El transcrito de la investigación es, aunque de un breve momento de su vida, el mejor retrato de la vida de Cervantes que tenemos.
En la noche del 27 de junio de 1605, el caballero don Gaspar de Ezpeleta tuvo un altercado con un individuo desconocido. El caballero Ezpeleta resultó gravemente herido y fue llevado a una casa frente al puentecillo de madera, propiedad de doña Luisa Montoya, una mujer viuda y muy respetada. A los dos días de la refriega, el herido murió y fue entonces cuando se levantó el proceso. Las sospechas recayeron en gran parte de la vecindad, entre la que se encontraba Cervantes y su familia. El escritor y parte de su gente fueron apresados y entrevistados, así como algunos vecinos y amigos. Al cabo de unos días todos fueron liberados por no encontrarse nada en su contra.
La historia del proceso se encontró a finales del siglo XVIII en el archivo de la Real Chancillería de Valladolid. Sin editarse por varios años (pues los reflejos de las vidas algo alegres de las hermanas de Cervantes no eran del gusto de los cervantistas decimonónicos), hoy se conserva y se cuida en la Real Academia Española como documento muy preciado (sigla 1 de su colección). Gracias a este documento se pudo averiguar con exactitud el lugar de la casa que Cervantes habitó durante su estancia en la ciudad de Valladolid.

## La casa

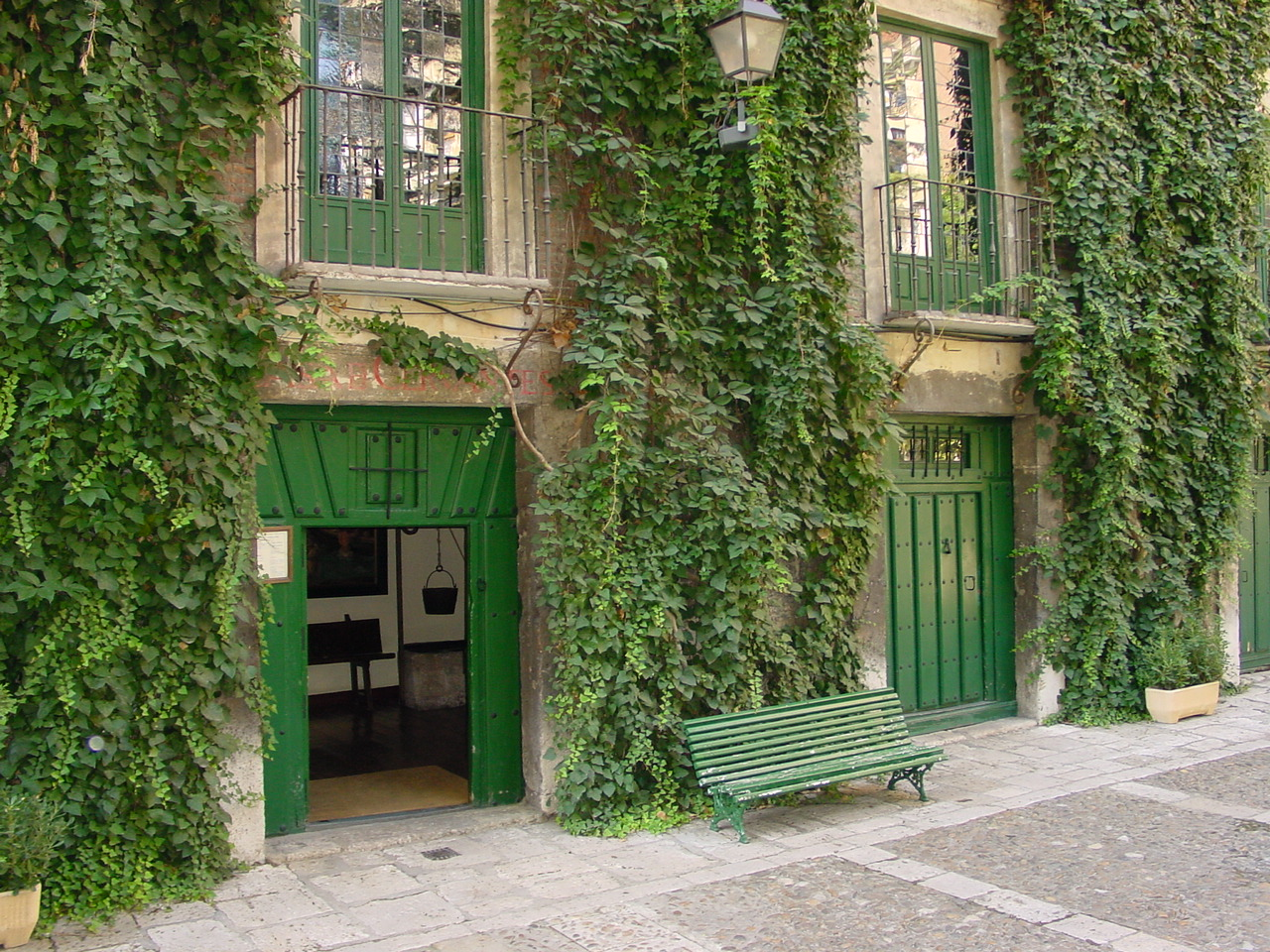
Entrada a la casa, en la calle del Rastro. Diciembre de 2004

Se sabía desde antiguo que Cervantes había vivido algunos años en Valladolid y que había llegado a esta ciudad por asuntos de trabajo y relacionado con la mudanza de la corte de Felipe III. Cervantes había sido recaudador de impuestos atrasados (alcabalas) y comisario de la Armada; ya que, según el mismo documento que permitió la identificación de la casa, le visitaron por negocios un asentista genovés y un banquero sevillano, es de suponer que trabajaba en la banca, como contable. Pero durante siglos todo fueron suposiciones y nada había de cierto sobre el lugar exacto de su casa. Hasta que a finales del siglo XVIII se halló la anterior información, que es un documento notable sobre la vida de Cervantes: se pudo averiguar con exactitud el lugar de la casa que habitó durante su estancia en la ciudad castellana porque se le nombra claramente a él y a su familia y se describe con exactitud el lugar donde se ubicaba su vivienda, y se lee claramente y en detalle las vidas que todos llevaban.
El herido fue transportado a la casa que estaba pegada a la de Cervantes, por lo que todos los vecinos de aquellos inmuebles tuvieron que acudir a testificar, entre ellos Cervantes y su familia.

## Descubrimiento del documento del proceso
Hacia el año 1860 llegó a Valladolid el cervantista José Santa María de Hita que investigó con más profundidad como lo hubieran hecho otros ilustres personajes anteriormente. El 29 de abril de 1862 ya tenía en su poder todos los resultados de la investigación y la certeza de haber dado exactamente con la casa de Cervantes.
En el proceso del incidente, las llamadas diligencias de las averiguaciones dejan bien claro que:
- Al ocurrir el percance Cervantes vivía en unas casas nuevas frente al Rastro, propiedad de Juan de las Navas.
- Cervantes ocupaba un piso 1.º o principal con ventana a la calle.
- La habitación estaba a la izquierda de otra ocupada por doña Luisa Montoya y para subir a ambas se entraba por la misma puerta de la calle, en cuyo zaguán se encontraba un pozo (que hoy existe).
- Debajo de la habitación de Cervantes había una taberna.

Y se dice textualmente: 

Que en unas cassas nuebas questan junto al Rastro nuebo desta ciudad, estaba un caballero muerto o herido…[...]

## Años después

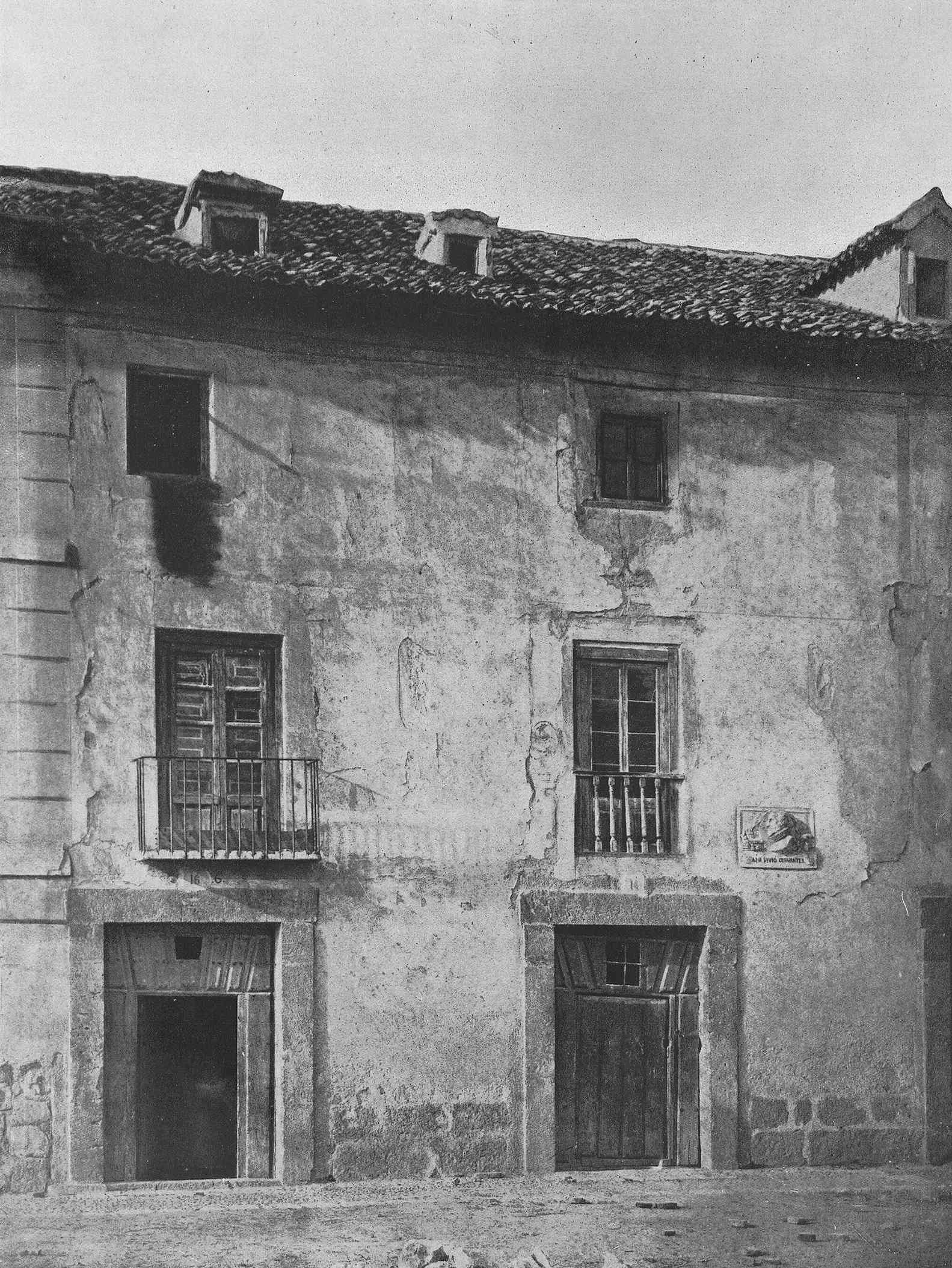
Aspecto de la casa de Cervantes en Valladolid antes de su restauración hacia comienzos del

Todas estas pistas fueron muy fáciles de seguir por el ilustre cervantista. Desde entonces la casa de Cervantes no ha variado prácticamente nada y se conservan junto a ella las otras cuatro casas nuevas. Hubo un tiempo en que la casa fue olvidada y a punto estuvo de derruirse para hacer un ensanche moderno, pero se pudo evitar gracias a la intervención del gran mecenas y también cervantista Benigno de la Vega-Inclán, que consiguió las reparaciones y compras pertinentes con su propia ayuda más la ayuda que le prestó el rey Alfonso XIII (que más tarde regalaría su aportación al Estado español), y la del presidente de la Hispanic Society of America, Archer Milton Huntington. Así pudo conservarse y convertirse en museo la casa vallisoletana, que durante algunos años cobijó a Cervantes y su familia y en la cual fueron escritas obras como El coloquio de los perros, El casamiento engañoso, La ilustre fregona, El licenciado Vidriera y algunas más.
En la actualidad el inmueble está ocupado por el Museo Casa de Cervantes, gestionado por el Ministerio de Cultura. Además de la visita de los curiosos y turistas, ofrece jornadas literarias todos los meses y homenajes a Cervantes cada 23 de abril, el Día del Idioma Español en las Naciones Unidas.